# Нова снага (Италија)
Нова снага (итал. Forza Nuova) је политичка партија у Италији, која заступа ставове италијанског национализма и економског трећег пута. Основана је 29. септембра 1997. године, од стране Роберта Фиореа, и заступала је политичке ставове фашистичког диктатора Бенита Мусолинија. Своју идеологију партија темељи на традицији Католичке цркве.